# Pylaisiadelpha complanata
Pylaisiadelpha complanata là một loài Rêu trong họ Sematophyllaceae. Loài này được (Reimers & Sakurai) W.R. Buck miêu tả khoa học đầu tiên năm 1984.